# Bréhan
Bréhan (Brehant-Loudieg trong tiếng Bretagne) là một xã ở tỉnh Morbihan trong vùng Bretagne tây bắc Pháp. Xã này có diện tích 51,65 km², dân số năm 1999 là 2314 người. Khu vực này có độ cao từ 45-158 mét trên mực nước biển.
Cư dân của Bréhan danh xưng trong tiếng Pháp là Bréhannais.